# Guerra e Paz (telessérie)
Guerra e Paz é uma série brasileira produzida pela TV Globo e sua primeira e única temporada foi exibida de 4 de julho até 24 de outubro de 2008. A série foi ao ar semanalmente no horário das 23:00 horas às sextas-feiras, logo após o Globo Repórter.
Criada e escrita por Carlos Lombardi, com colaboração de Rosane Svartman, teve direção de Marco Rodrigo, direção geral de Alexandre Boury e núcleo de Roberto Talma.
Foi reexibida na íntegra no Canal Viva entre 23 de abril e 20 de agosto de 2016, às 16:15 da tarde, substituindo a série Força-Tarefa.

## Elenco
- Marcos Pasquim - Pedro Guerra / Tony Tijuana
- Danielle Winits - Bárbara Palermo / Paloma Paz
- Betty Lago - Delegada Marta Rocha
- Mouhamed Harfouch - Paulo
- Dani Valente - Valquiria (Val)
- Miguel Nader - Carvalho
- Chico Anysio - Padre Santo

## Episódios
| # | Título                   | Direção                         | Roteiro                            | Participações especiais                                                                               | Exibição original      |
| --- | ------------------------ | ------------------------------- | ---------------------------------- | --- | ---------------------- |
| 1 | "Velozes e Infiéis"      | Marco Rodrigo e Alexandre Boury | Carlos Lombardi                    | Elias Gleizer, Thiago Fragoso e Leona Cavalli                                                         | 4 de julho de 2008     |
| Mesmo grávida de nove meses, Bárbara faz questão de acompanhar Pedro em sua missão. Dr. Alcebíades sofre uma tentativa de assassinato e o policial tem que descobrir o mandante. Os principais suspeitos são a esposa Miréia e Alcinho, seu filho. Para se aproximar da verdade, Bárbara se disfarça de manicure e oferece seus serviços a Miréia. Já o policial finge ser um professor de dança que irá prepará-la para desfilar no próximo carnaval. |                          |                                 |                                    | |                        |
| 2 | "Pais e Filhos"          | Marco Rodrigo e Alexandre Boury | Carlos Lombardi                    | Cláudia Mauro, Alexandre Lemos, Nizo Neto e Alexandre Zacchia                                         | 11 de julho de 2008    |
| Pedro acorda Bárbara de seus devaneios e ela começa a sentir as contrações do parto. Ele começa a ficar desesperado com Bárbara e desmaia na delegacia. Marta Rocha, a nova delegada chega para acudi-la, e Bárbara dá a luz um menino. Com o nascimento do filho, Pedro e Barbara se afastam, Paulo procura por Pedro e se mostra ciumento em relação ao policial, que se lembra dos momentos quentes que teve com a loira, ele acaba querendo ajudar uma amiga a encontrar o filho, e se mete em um ringue de luta livre, para ajuda-lo, Barbara aparece no ringue e diz ser a agente de Guerra.                                    |                          |                                 |                                    | |                        |
| 3 | "Pedro e Bina"           | Marco Rodrigo e Alexandre Boury | Carlos Lombardi                    | Tatyane Goulart e Roberto Lopes                                                                       | 18 de julho de 2008    |
| Uma mineira conta a Pedro que foi abandonada pelo noivo depois que ficou grávida. Ele desconfia de que o noivo da moça é bandido. Numa emboscada armada por Pedro, o noivo de Alice aparece e seqüestra o policial. Bárbara segue o caminhão e consegue ajudar Pedro a se safar. Assim que encontra o noivo, Alice atira para acertá-lo, mas quem é atingido é Pedro e a confusão começa. |                          |                                 |                                    | |                        |
| 4 | "Os Belos e As Feras"    | Marco Rodrigo e Alexandre Boury | Carlos Lombardi e Vinicius Marques | Carlos Thiré, Ilva Niño, Julio Levy, Débora Nascimento, Gisele Tigre, Rafael Calomeni e Roberto Lopes | 25 de julho de 2008    |
| Um garoto de programa, é assassinado de maneira covarde, e Pedro decide assumir o caso, devido a insistência de Barbara, Os dois acabam se infiltrando disfarçados num condomínio, onde vivia o garoto de programa, a fim de reunir informações que revelem o mistério. Os dois acabam chegando até Val, a amiga de Barbara, e o mistério está só começando. |                          |                                 |                                    | |                        |
| 5 | "Muques e Decotes"       | Alexandre Boury                 | Carlos Lombardi e Mauro Wilson     | Hugo Carvana e Carla Daniel                                                                           | 1 de agosto de 2008    |
| Moreira, o primeiro parceiro de Guerra na policia, é preso injustamente, e acha que quem armou tudo foi o próprio Guerra, Pedro então decide provar que não fez nada pelo amigo, e corrigir a injustiça, Ele começa a investigação e acaba indo parar no porto, Pedro se disfarça de estivador, e Barbara aparece para ajudar, ela finge ser a mulher de Pedro, os dois acabam descobrindo que há mais coisas além da prisão de Moreira acontecendo no porto. |                          |                                 |                                    | |                        |
| 6 | "Maníacos e Depressivos" | Marco Rodrigo e Alexandre Boury | Carlos Lombardi                    | Vivianne Pasmanter e Cássio Reis                                                                      | 8 de agosto de 2008    |
| Um fã misterioso de Paloma Paz, o pseudônimo de Barbara, anda enviando algumas cartas com elogios e rosas a ela, O que deixa Pedro Guerra bastante intrigado, nas cartas além dos elogios o fã faz algumas recomendações a Barbara, Tudo se complica quando, Pedro tenta descobrir quem é o fã, e assim ele consegue a ira do fã, que passa a enviar cartas ameaçadoras a Barbara, e faz atentados contra ela, Pedro faz com que Barbara fique em casa, e pessoalmente cuida da segurança da escritora, para o desgosto de Paulo, marido de Barbara, Pedro conta com a ajuda de Silvia, uma antiga amiga, que é psicóloga da policia. |                          |                                 |                                    | |                        |
| 7 | "Boleiros e Barangas"    | Alexandre Boury                 | Carlos Lombardi                    | Marcelo Novaes, Thierry Figueira, Luiz Magnelli e Viviane Novaes                                      | 15 de agosto de 2008   |
| Pedro Guerra e Barbara Palermo, acabam entrando no mundo do futebol, quando Rolandão, um grande craque passa a sofrer diversos atentados, Rolandão pede a proteção de Guerra, que reluta, pois não simpatiza com o fato do jogador disperdiçar o talento que possui. Pedro também acaba recebendo uma pista de onde possa estar sua filha que não vê a alguns anos. |                          |                                 |                                    | |                        |
| 8 | "Macho e Fêmea"          | Alexandre Boury                 | Carlos Lombardi e Vinícius Viana   | Luana Piovani, Ando Camargo, Edinaldo Lucena, Rachel Sadicoff e Vera Maria Monteiro                   | 22 de agosto de 2008   |
| Laura Toscano, é uma antiga namorada de Pedro que reaparece de surpresa, ela procura a delegacia pois seus marido se tornou muito violento. Porém entre ela e Pedro, também existem várias coisas mal resolvidas, quem não gosta da presença de Laura é Bárbara. Pedro acaba se envolvendo com Laura, e Barbara vai precisar ajudá-lo, pois agora ele está numa grande confusão. |                          |                                 |                                    | |                        |
| 9 | "Manos e Brous"          | Alexandre Boury                 | Carlos Lombardi                    | Rodrigo Lombardi e Ana Furtado                                                                        | 29 de agosto de 2008   |
| Pedro Guerra é pego de surpresa com a visita do irmão mais novo Marco Antônio Guerra, que está com alguns problemas, ele acaba se interessando por Barbara, que não cede as investidas do irmão de Guerra por ser casada, Porém a atenção que a loira dá a Marco, deixa Pedro com ciúmes. Para piorar, a alguém informando aos bandidos que Guerra e policial o que dificulta o seu trabalho. |                          |                                 |                                    | |                        |
| 10 | "Delírios e Verdades"    | Marco Rodrigo e Alexandre Boury | Carlos Lombardi                    | Ricardo Tozzi                                                                                         | 5 de setembro de 2008  |
| Guerra e Barbara são convocados para transferir um preso do Rio de Janeiro a São Paulo, tal preso está jurado de morte por uma quadrilha, Para levar o preso com segurança até São Paulo Pedro e Barbara passaram por diversas confusões e relação já conturbada dos dois passará por mais uma crise que deixará os dois cada vez mais próximos. |                          |                                 |                                    | |                        |
| 11 | "Lavanda e Vermelho"     | Marco Rodrigo e Alexandre Boury | Carlos Lombardi                    | Élcio Romar, Júlio Rocha, Carlos Machado, Débora Lamm, Gero Pestalozzi                                | 12 de setembro de 2008 |
| Guerra já não consegue mais disfarçar que está apaixonado por Bárbara, que começa a evitá-lo, Guerra então passa a se dedicar mais ao trabalho, tanto que a Delegada Marta Rocha e Carvalho acham estranho quando ele aceita investigar um serial killer, que está matando homosexuais; para descobrir quem é o assassino ele e Carvalho vão morar "juntos" num condomínio onde moravam algumas vítimas. Guerra acaba se envolvendo com mais confusão e entra em apuros, agora só Bárbara podera ajudá-lo. |                          |                                 |                                    | |                        |
| 12 | "Culpados e Inocentes"   | Alexandre Boury                 | Renê Belmonte e Carlos Lombardi    | Sergio Mastropasqua, Simone Soares e Hilda Rebello                                                    | 19 de setembro de 2008 |
| Bárbara e Guerra estão cada vez mais proximos, porém não conseguem se entregar a paixão, ela por ser casada e ele por estar tão apaixonado por ela, Guerra se envolve numa investigação de tráfico de drogas, porém no dia seguinte, uma prostituta é encontrada morta em seu apartamento e ele é acusado do crime, Com a ajuda de Barbara ele precisa descobrir o que aconteceu e provar sua inocência. |                          |                                 |                                    | |                        |
| 13 | "Luz e Trevas"           | Alexandre Boury                 | Renê Belmonte e Carlos Lombardi    | Eri Johnson, Daniel Del Sarto, Lafayette Galvão, Duplex                                               | 26 de setembro de 2008 |
| Guerra está na cadeia, onde passa por maus momentos. Ele faz de tudo para não ser reconhecido pelos detentos, que ele mesmo prendeu. Enquanto isso, Bárbara não consegue escrever sobre Tony Tijuana sabendo do sofrimentod e Pedro, e decide armar formas mirabolantes para tentar libertar Pedro Guerra. |                          |                                 |                                    | |                        |
| 14 | "Ricos e Pobres"         | Alexandre Boury                 | Renê Belmonte e Carlos Lombardi    | Vanessa Lóes, João Camargo, Tânia Kalil, Vitória Pina                                                 | 3 de outubro de 2008   |
| Bárbara pede o divórcio a Paulo ao descobrir que ele é o mandante dos constantes atentados contra Pedro. Agora, o caminho está livre para o policial e a escritora, mas parece que não será tão fácil assim: Guerra se envolve com Paola, uma mulher bonita e atraente, mas que depois que começa a namorar o detetive, se transforma numa mulher possessiva e controladora. E Guerra e Bárbara embarcam em uma nova aventura: Fingem ser um casal espanhol de assassinos para desvendar crimes. |                          |                                 |                                    | |                        |
| 15 | "Cães e Gatos"           | Alexandre Boury                 | Renê Belmonte e Carlos Lombardi    | Vanessa Lóes, Malu Mader, Vitória Pina, Agles Steib                                                   | 10 de outubro de 2008  |
| Bárbara encontra Fernanda, a filha desaparecida de Pedro. E a presença de Paola continua cada vez mais inoportuna, insistindo que está grávida. Para complicar ainda mais a situação, chega na casa de Guerra, desesperada com o sumiço de Fernanda. O reencontro de pai e filha tem muita tensão e emoção, e o policial passa a fazer de tudo para livrar a filha das encrencas em que se mete. |                          |                                 |                                    | |                        |
| 16 | "Mães e Pais"            | Alexandre Boury                 | Renê Belmonte e Carlos Lombardi    | Cláudio Marzo, Lúcia Verissimo e Sérgio Hondjakoff                                                    | 17 de outubro de 2008  |
| Bruna, a mãe de Bárbara, vem fazer uma inesperada visita para a filha, que quer esconder que está separada. Mas Bruna descobre não só o divórcio, como também outros segredos. Já Pedro visita Capitão Guerra, seu pai, no asilo, e ele desaparece. Pedro, então, vive uma aventura num hospício onde tem tráfico de órgãos, para tentar salvar o pai. É nesse episódio que acontece o tão aguardado beijo de Guerra e Bárbara. |                          |                                 |                                    | |                        |
| 17 | "Ontem & Hoje"           | Alexandre Boury                 | Renê Belmonte e Carlos Lombardi    | Vanessa Lóes, Vitória Pina                                                                            | 24 de outubro de 2008  |
| Pedro persegue Bárbara pela praia para pedir desculpas por ter se envolvido com outra mulher. Porém, a escritora é atingida e desmaia. Ela entra em coma e passa a ter delírios com Tony Tijuana, e Pedro é obrigado a entrar no delírio de Bárbara para tentar trazê-la de volta á realidade. No final, Guerra resgata Bárbara do hospital, a faz lembrar do baile de formatura, ela acorda e os dois se rendem ao amor. |                          |                                 |                                    | |                        |

## Participações especiais
Especial de fim de ano (2007)
- Rodrigo Faro - Ferreira
- Carla Cabral - Dorinha
- Guilherme Berenguer - Frajola
- José Rubens Chachá - Delegado Finazzi
- Simone Soares - Virgínia
- Maria Gladys - Zoraide
- Roney Villela - Jacaré
- Neco Vila Lobos - Zé
- Ricca Barros - Josué

Velozes e Infiéis
- Elias Gleizer - Dr. Alcebíades
- Leona Cavalli - Miréia
- Thiago Fragoso - Alcinho
- Aldri Anunciação
- Alexandre Hulkinho
- Alexia Garcia
- Ângela Câmara
- Luka Ribeiro

Pais & Filhos
- Cláudia Mauro - Lu
- Alexandre Lemos - Tatá
- Nizo Neto - Valtinho
- Alexandre Zacchia
- Alexandre Ackerman
- Bruno Bebianno
- Rogério de Freias
- Antônio dos Santos
- Adilson Girardi
- Reinaldo Lasseck
- Dico Pantaleão
- Denilson Sancho
- Daniela Schmitz
- Marcos Vilela

Pedro & Bina
- Tatyane Goulart - Alice
- Roberto Lopes - Pajé
- Alex Gomes
- Alexandre Loureiro
- Daniel Trindade
- Douglas Valentim
- Eduardo Dascar

Os Belos & As Feras
- Débora Nascimento - Rutinha
- Júlio Levy - Roberto
- Giselle Tigre - Kátia
- Rafael Calomeni - Kléber
- Roberto Lopes - Pajé
- Ilva Niño
- Carlos Thiré

Muques & Decotes
- Hugo Carvana - Moreira
- Carla Daniel - Leonora
- Antônio Carlos Feio
- Betina Pons
- Bruna Pietronave
- Christovam Netto
- Delano Avelar
- Mônica Melissa
- Ricardo Herriot
- Ricardo Vandré

Maníacos & Depressivos
- Vivianne Pasmanter - Dra. Silvia
- Cássio Reis - Inácio
- Fiorella Mattheis - Flávia
- Alexandre Ackerman
- Bruna Pietronave
- Cláudio Aires da Motta
- Helena Varvaki
- Joelson Gusson
- Ricardo Joppert
- Renan Horta
- Sarah Lavigne
- Waltinho

Boleiros & Barangas
- Marcelo Novaes - Rolandão
- Thierry Figueira - Piruá
- Viviane Novaes - Vitória
- Luiz Magnelli
- Camila Capucci - Elisa
- Alex Reis
- Fábio Felipe
- Fábio Nascimento
- Flávio Back
- Gilberto Miranda
- Hedia Lopes
- Maria Luiza Sant'Ana Macedo
- Renata Tobelem
- Valdir Espinoza
- Valéria Lastres
- Victor Frade

Machos & Fêmea
- Luana Piovani - Laura Toscano
- Ando Camargo - Amadeu
- Edinaldo Lucena
- Rachel Sadicoff
- Vera Maria Monteiro
- Ana Lúcia Torre
- Eduardo Dascar
- Fabiano Nogueira
- Nilton Castro
- Hugo Resende
- João Vieira Júnior
- Rachel Sadicoff
- Rogério Barros
- Val Perré
- Ana Maria Monteiro

Manos & Brous
- Rodrigo Lombardi - Marco Antonio Guerra
- Ana Furtado - Vânia
- Ares Jorge
- Alexander Sil
- Cridemar Aquino
- Everton Frank
- Roney Villela
- Tatiana Welikson
- Yeda Dantas

Delírios & Verdades
- Ricardo Tozzi - Amílcar
- Kátia Saules
- Alexandre Mofatti
- Caco Baresi
- Chico Terrah
- Roberto Sá
- Rodney Pereira
- Sérgio Monte
- Viviane Reis

Lavanda & Vermelho
- Élcio Romar
- Júlio Rocha
- Carlos Machado - Amaury
- Débora Lamm
- Gero Pestalozzi - Léo
- Cláudia Lira - Mara
- Babu Santana - traficante de armas

Culpados & Inocentes
- Sérgio Mastropasqua - Delegado Ramos
- Simone Soares - Vivi
- Hilda Rebello - mãe de Bibelô
- Alessandro Faria
- Alessandro Malvão
- Ana Berttines
- André Rayol Jorge
- Arley Veloso
- Armando Paiva
- Ceceu Valença
- Cintia Dotti
- Glauco Paiva
- Marcelo Portinari
- Ricardo Marecos
- Sérgio Henrique
- Wesley Aguiar

Luz & Trevas
- Eri Johnson - Lampião
- Daniel Del Sarto - Lelê
- Lafayette Galvão - Juiz
- Duplex

Ricos & Pobres
- Vanessa Lóes - Paola
- João Camargo - Fábio Falcão
- Tânia Kalil - Vivi
- Vitória Pina - Fernanda
- Adriana Martinuzzo
- Bruno Bebianno
- Eduardo Nogueira
- Gilberto Hernandez
- Karla Dalvi
- Miguel Kelner
- Sandra Hansen
- Thiago de Marco
- Virgínia Salomé
- Yedda Alves

Cães & Gatos
- Malu Mader - Sônia
- Vanessa Lóes - Paola
- Vitória Pina - Fernanda
- Arch Bava
- Agles Steib - Marra
- Antônio Adde
- Bruno Possa
- Christiano Torreão
- Fábio Bianchini
- Franklin Vasconcelos
- Gláucio Gomes
- João Pedro Zappa
- Marina D' Elia
- Nashara Silveira
- Ronaldo Reis
- Thatiane Manzan
- Val Perré

Mães & Pais  (episódio exibido em apenas algumas cidades)
- Lúcia Veríssimo - Bruna
- Cláudio Marzo - Capitão Guerra
- Sérgio Hondjakoff
- Bernardo Melo Barreto

Juntos & Felizes (último episódio da série)
- Alex Teix - Dr. Hilário
- Vitória Pina - Fernanda
- Vanessa Lóes - Paola
- Tião D'Ávila - Paciente do hospital
- Antônio Firmino - dono do carro que Bárbara entra por engano
- Vanessa Bueno
- Ana Baird
- Alex Nader
- André Rayol
- Christiane Alves
- Eduardo Magalhães
- Mariana Caz
- Renata Celidonio
- Sílvio Pozzato
- Walter Bezerra
- Yve Elizabeth

## Elenco do episódio piloto
- Marcos Pasquim - Pedro Guerra / Tony Tijuana
- Danielle Winits - Bárbara Palermo / Pamoma Paz
- Mouhamed Harfouch - Paulo
- Daniele Valente - Val
- Rodrigo Faro - Ferreira
- Guilherme Berenguer - Frajola
- José Rubens Chachá - Delegado Finazzi
- Carla Reginaldo - Dorinha
- Roney Villela - Jacaré
- Miguel Nader - freqüentador da boate
- Maria Gladys - Zoraide
- Neco Villa-Lobos - Zé
- Simone Soares - Virgínia
- Ricca Barros - Josué
- Roberto Talma - chefe de Tony Tihuana
- Chico Anysio - Padre Santo